# Zoon van Gorbonianus
Een zoon van Gorbonianus was volgens de legende, zoals beschreven door Geoffrey of Monmouth, koning van Brittannië van 291 v.Chr. - 289 v.Chr. Zijn naam is niet bekend.
Er wordt vermeld dat hij een goede en eerlijke koning was, die heerste in de trend van zijn voorganger en oom Elidurus.
Na zijn dood werd hij opgevolgd door zijn neef Marganus II, de zoon van Archgallo.